# Plon
Plon – masa użytecznych organów rośliny zebrana z 1 ha (t·ha-1). Plon jest miarą wydajności roślin uprawnych. Określa się go w t z 1 ha, np. plon pszenicy 7,5 t·ha-1. Stosowana dawniej powszechnie jednostka kwintal (q lub dt), czyli 0,1 t jest obecnie używana tylko w obrocie towarowym płodami rolnymi.
Plonem określa się także ilość składnika rośliny, stanowiącego główny cel jej uprawy, np. plon cukru, czyli ilość cukru zawarta w korzeniach buraka cukrowego zebranych z 1 ha albo np. plon tłuszczu w przypadku roślin oleistych.

## Plony głównych ziemiopłodów

### W Polsce

#### W latach 1934–1980
Według danych rocznika statystycznego GUS plony głównych ziemiopłodów przedstawiały się następująco (w q z 1 ha):
| lata                             | zboża (średnio) | w tym    | w tym | w tym    | w tym | ziemniaki | buraki cukrowe |
| lata                             | zboża (średnio) | pszenica | żyto  | jęczmień | owies | ziemniaki | buraki cukrowe |
| -------------------------------- | --------------- | -------- | ----- | -------- | ----- | --------- | -------------- |
| 1934–1938 (w dawnych granicach)  | 11,4            | 11,9     | 11,2  | 11,8     | 11,4  | 121       | 216            |
| 1934–1938 (w obecnych granicach) | 13,7            | 14,6     | 12,8  | 15,7     | 14,5  | 138       | 2335           |
| 1947–1949                        | 11,8            | 11,1     | 11,7  | 11,7     | 12,8  | 121       | 180            |
| 1950–1955                        | 12,7            | 13,1     | 12,3  | 13,4     | 13,0  | 117       | 187            |
| 1956–1960                        | 15,1            | 16,1     | 14,6  | 16,2     | 15,2  | 131       | 211            |
| 1961–1965                        | 17,4            | 19,7     | 16,4  | 19,4     | 17,1  | 154       | 267            |
| 1966–1969                        | 20,7            | 23,2     | 18,7  | 23,0     | 20,4  | 174       | 326            |
| 1971–1975                        | 25,0            | 27,7     | 22,8  | 28,2     | 24,3  | 178       | 318            |
| 1976–1980                        | 23,9            | 28,0     | 21,1  | 28,9     | 22,6  | 178       | 292            |

#### W latach 1995–2018
Według danych roczników statystycznych GUS plony głównych ziemiopłodów przedstawiały się następująco (w dt z 1 ha):
| lata | zboża (średnio) | w tym    | w tym | w tym    | w tym | w tym     | ziemniaki | buraki cukrowe | r. oleiste |
| lata | zboża (średnio) | pszenica | żyto  | jęczmień | owies | pszenżyto | ziemniaki | buraki cukrowe | r. oleiste |
| ---- | --------------- | -------- | ----- | -------- | ----- | --------- | --------- | -------------- | ---------- |
| 1995 | 30,2            | 36,0     | 25,6  | 31,3     | 25,1  | 33,2      | 164       | 346            | 22,1       |
| 2000 | 25,3            | 32,3     | 18,8  | 25,4     | 18,9  | 27,3      | 194       | 394            | 21,5       |
| 2005 | 32,3            | 39,5     | 24,1  | 32,2     | 24,6  | 32,7      | 176       | 416            | 25,9       |
| 2010 | 35,8            | 44,3     | 26,9  | 35       | 26,4  | 34,5      | 219       | 484            | 23,1       |
| 2015 | 37,3            | 45,7     | 27,8  | 36,3     | 35,2  | 35,2      | 210       | 520            | 27,8       |
| 2018 | 34,3            | 40,6     | 24,2  | 31,2     | 31,7  | 31,7      | 251       | 599            | 25,5       |